# Hotel Bleu
Hotel Bleu è il quarto album in studio dei Broadside, pubblicato il 10 novembre 2023.

## Tracce
1. Stranger – 3:03
2. Dazed & Confused – 2:48
3. Don't Lose Faith – 3:15
4. Cruel (feat. Brian Butcher) – 3:33
5. Bang (feat. Joshua Roberts) – 2:42
6. How to Love, How to Lie – 3:07
7. Lucid (feat. Devin Papadol) – 3:02
8. Feel Love – 2:49
9. One Last Time – 3:02
10. What Have I Done? – 3:43
11. Bleu – 3:23

Durata totale: 34:27

## Formazione
- Ollie Baxxter – voce
- Patrick Diaz – basso
- Domenic Reid – chitarra